# Coterie
 (octobre 2020).
Si vous disposez d'ouvrages ou d'articles de référence ou si vous connaissez des sites web de qualité traitant du thème abordé ici, merci de compléter l'article en donnant les références utiles à sa vérifiabilité et en les liant à la section « Notes et références ».
Une coterie est une association entre certains groupes d’individus unis par un intérêt commun qui favorisent ceux qui font partie de leur compagnie et cabalent contre ceux qui n’en sont pas.
Phénomène aussi ancien que la société elle-même, l’esprit de coterie est prêt à se défendre par tous les moyens et à sacrifier tous les intérêts contraires à son profit pour mettre une personne, une chose en crédit ou, au contraire, pour la discréditer.

## Étymologie

### Origine
Le terme « coterie » est attesté sous une forme latinisée en latin médiéval pour la première fois en 1255 sous la forme coteria (Rouen) au sens de « tenure rurale modeste », et d'ailleurs un cottier est un petit agriculteur (terme encore attesté en Belgique au XXIe siècle).
On retrouve « coterie » en 1376 avec la signification d’« association de paysans qui tiennent une terre commune » (coutume de Picardie).
Enfin, en 1660, le terme veut dire « association de gens qui se fréquentent familièrement ».
Ce n'est qu'au XIXe siècle que le mot acquiert son sens péjoratif le plus courant : terme de mépris, bande de meneurs, d'intrigants.

### Formation
« Coterie » est un dérivé en -erie, suffixe marquant le lieu exprimant une action, l'exercice d'un droit. Le radical cotier (« petit paysan », conservé dans le nom de famille Cottier) est lui-même dérivé de cote (« cabane »), attesté notamment dans la toponymie normande, dans les termes normands cotin (« maisonnette » ; moderne cottin, « niche à chien ») et dans le mot d'origine anglaise cottage.
Ce terme est vraisemblablement issu du saxon kot ou de l'anglo-saxon cot, la Normandie et la Picardie ayant reçu des immigrants saxons et anglo-saxons s'y étant établis comme agriculteurs.

## Description
Les coteries politiques, religieuses, scientifiques, sacrifient le bien public, la vérité et la justice pour conserver l’honneur ou les profits d’une situation acquise. En politique, la coterie est au parti ce que la secte est à la religion. Les moyens ayant toujours justifié, pour les coteries, la fin, lorsque la politique ou la religion ont été en jeu, celles-ci n’ont pas hésité à recourir à la persécution des dissidents
Il est arrivé que plusieurs coteries s’imaginent, en défendant leur cause, défendre celle du juste, du vrai et du beau. Chaque siècle a vu les siennes et le XVIIe siècle, avec ses salons, ses hôtels, ses ruelles, ses académies, en a vu de célèbres :

« Là, chaque coterie a ses arrangements

Chacun y fait emplette et d'amis et d'amants »

— Jacques Delille, Trois Règnes, III
Le terme de coterie désigne également au sein du vocabulaire des compagnons du devoir ceux travaillant en extérieur. Les charpentiers, tailleurs de pierre, maçons ou encore plombier sont désignés par ce terme. L’antonyme de coterie chez les compagnons est « pays », c'est-à-dire ceux qui travaillent en intérieur ( menuisier, maroquinier etc). 
Les compagnons se nomment ainsi selon leur famille et revendiquent la leur.

## Dans la littérature
La littérature a également connu des coteries littéraires, vouées à soutenir la réputation de leurs membres aux dépens du bon sens et du goût, qui ont mis en commun, avec leurs intérêts, des maximes convenues, passées à l’état de principes, des préjugés pouvant être aussi sincères que contraires à la raison. Lorsqu’il ne s’agit que de littérature, les coteries ont recours aux cabales.
Molière s’est moqué des coteries littéraires dans Les Précieuses ridicules, Le Misanthrope et Les Femmes savantes. Dans celles-ci, il montre à l’œuvre une académie en train de former ses règlements, dont voici le dernier mot :

« Nous serons, par nos lois, les juges des ouvrages ;

Par nos lois, prose et vers, tout nous sera soumis :

Nul n’aura de l’esprit; hors nous et nos amis.

Nous chercherons partout à trouver à redire,

Et ne verrons que nous qui sachent bien écrire. »

— Molière, Les Femmes savantes, acte III, sc. 2